# 大羊駝
大羊駝又称家羊駝，为骆驼科羊驼属动物，是人类驯化物种，分布于南美洲，和多種相似動物統稱美洲駝。大羊驼与羊驼不似原驼与小羊驼是野生物种，不属于濒危野生动植物种国际贸易公约附录II所列的保护动物。
大羊駝在印加帝國及其他安地斯山脈地區是原住民廣泛蓄養的動物。在南美洲，大羊駝是用來背負重物、製造纖維及作為食物。
完全成長的大羊駝全高1.6-1.8米。牠們重約127-204公斤。初出生的大羊駝重約9-14公斤。大羊駝是群居的動物，喜歡與其他的大羊駝組成族群。大羊駝所生產的纖維非常柔軟及沒有羊毛脂。牠們在幾次嘗試後就可以學會東西，非常聰明。牠們可以背負其體重的25-30%的重物行走幾里路。
大羊駝在4000萬年前源自於北美洲中央的平原。牠們在約300萬年前的南北美洲生物大遷徙遷往南美洲。在冰河時期，牠們在北美洲消失。直至2007年，在南美洲有超過700萬頭大羊駝及羊駝。另外由於從南美洲進口的關係，美國及加拿大在20世紀末就有超過10萬頭大羊駝及6500-7000頭羊駝。

## 分類

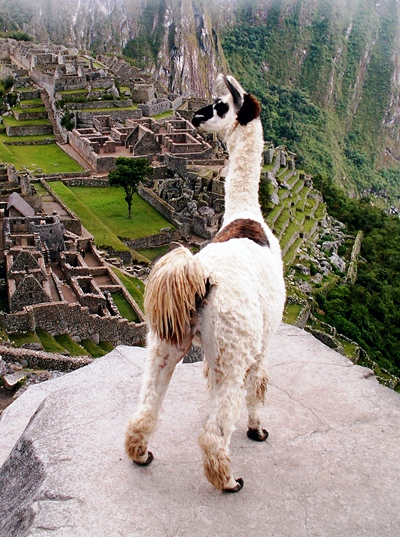
在秘魯的大羊駝。

雖然大羊駝經常被拿來與羊作比較，但其實很早就已知道牠們與駱駝之間的相似性。卡爾·林奈最早將牠分類在駱駝屬中。不過後來於1800年，喬治·居維葉將牠們、羊駝及原駝從中分開出來。羊駝屬中的兩個物種，都是胼足亞目的代表，在其腳底下有獨特的肉墊。這一類的動物都被編入駱駝科中，偶蹄目下的其他類別包括有豬科、鼷鹿科及反芻亞目。胼足亞目與牠們之間有些親緣關係，有著一些牠們的特徵，但在一些地方上又有些不同。
大羊駝最初被認為在第三紀已經在北美洲滅絕，當大量發現牠們時使得對研究駱駝科及與其他哺乳動物的關係有重要的幫助。現時已知大羊駝曾經不止於生活在巴拿馬地峽以南的地區，在洛磯山脈就曾大量發現屬於更新世的大羊駝化石，而在中美洲亦發現一些較大體型大羊駝的化石。在25000年前的冰河時期，一些大羊駝就曾留在北美洲，包括加利福尼亞州、德克薩斯州、新墨西哥州、猶他州、密蘇里州及佛羅里達州。這些北美洲的大羊駝都屬於Hemiauchenia，現已滅絕。
從上新世至中新世之間，像駱駝的動物就有很多不同的物種，牠們在基因上都有不同。後來牠們的特徵變得一般化，失去了與駱駝科有分別的特徵。牠們與所有偶蹄目的祖先有著共通的形態。
在美洲以外的地方目前沒有發現胼足亞目的化石，所以估計牠們是起源於美洲。駱駝科則有可能經亞洲北部離開美洲，因氣候的改變而逐步南下，繼而進行了一些改變。留在美洲的駱駝科，在不明原因下，則被限制留在大陸的南端。在古生物學中只有很少的哺乳動物是大羊駝。

## 特徵

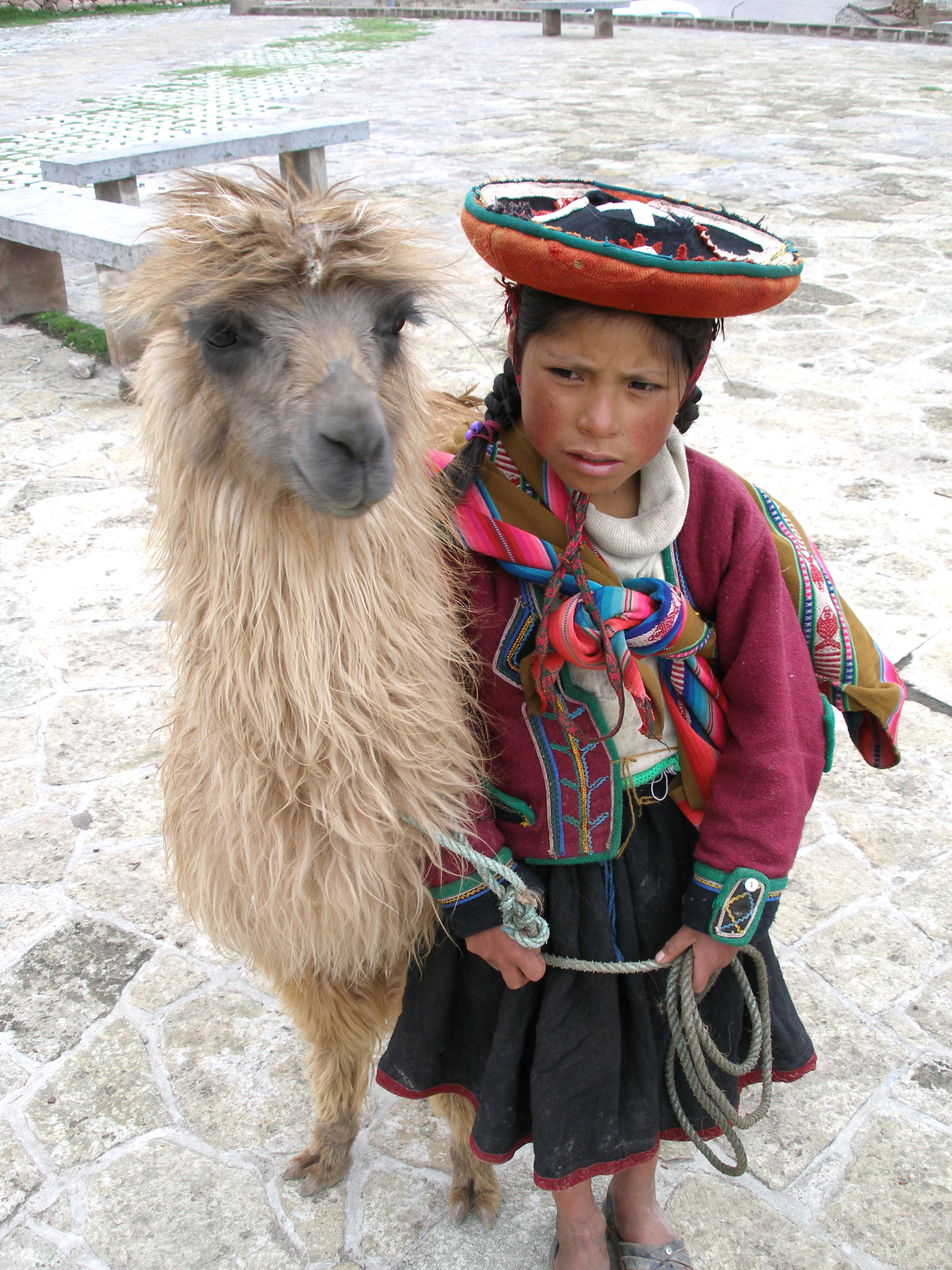
在庫斯科說蓋丘亞語的女孩與她的大羊駝。

成年大羊駝的齒列為：門齒1/3、犬齒1/1、前臼齒2/2、臼齒3/3，總數共32顆牙齒。在上顎近前頜骨的後緣有一顆銳利的門齒，雄性接著在頜骨內部有一顆彎曲的犬齒。牠們的前臼齒不像駱駝的像犬齒，而只是很細小的。臼齒列由3顆闊的臼齒組成，這有點像其他駱駝屬。在下顎，三顆門齒都很長及扁平，最外的門齒最為細小。緊接著的是彎曲及接近垂直的犬齒，並一個小空間及每年替換的圓錐前臼齒。三顆臼齒前另有一顆前臼齒。
大羊駝的頭顱骨像駱駝科的，但腦腔及眼窩較大，頭顱的脊突則較小。鼻骨較短及闊，並與前頜骨連接。大羊駝共有7節頸椎、12節背部脊骨、7節腰椎、4節骨盆脊骨及15-20節的尾椎。
耳朵頗長及微微向前彎。牠們沒有駝峰。腳較幼，腳趾之間相隔較遠，每跟腳趾都有底墊。尾巴很短，毛長而柔軟。
羊駝屬及駱馬屬內物種的結構特點，包括外表及習性都非常接近，故學者一直就屬中物種的分類而進行討論。最複雜的是大部份的物種現正都被馴養，故此失去了物種起源的重要性。南美洲現時有四種，包括大羊駝、羊駝、原駝及駱馬。
現時已知只有馴養的大羊駝及羊駝，在體型及顏色上都有所不同，一般都是白色、褐色或黑白斑，有些是灰色或黑色。大羊駝的體型較大，頭部較長。羊駝身體的顏色都是較一致，而毛皮較貴。羊駝是由野生的駱馬祖先演化而來，而馴養的大羊駝則是從野生的原駝祖先演化，而大羊駝及羊駝之間有一定數量的雜交種。

## 繁殖
大羊駝的生殖循環較為特別，雌性是誘導性排卵的。在交配時，雌性會排卵，通常會立即受精，所以牠們並沒有動情週期。
雄性及雌性的大羊駝會像人類般以不同的速度達至性成熟。雌性會在約12個月大時到達青春期，但雄性則要約3年時間才會性成熟。

### 交配
雄性與雌性大羊駝是卧下交配的，時間約為20-45分鐘，在大型動物中很少見。

### 妊娠
大羊駝妊娠期為11.5個月。雌性大羊駝不會舔幼大羊駝，因為牠們的舌頭只能伸出口約半吋，故牠們只會用鼻撫幼大羊駝。

### 繁殖狀況
- 閨房繁殖：雄性與雌性大羊駝在一年的大部份時間被放在同一房間內。
- 田間繁殖：雌性與雄性大羊駝放在田間一般時間。這是最早的方法，但卻是最低估計出生率的方法。利用超聲波測試，加上時間的考慮，就能計算出幼大羊駝的出生時間。
- 人工繁殖：這是最有效的方法，但需要較多的人類介入。雄性及雌性大羊駝被放在同一房間內，並監察繁殖的情況。後來將牠們分隔，並在另一日再進行繁殖，直至其中一方拒絕。一般來說每兩次就有一次會成功。分隔牠們的目的要為提高精子數目及保護雌性生殖道。若繁殖在2-3星期內失敗，會為雌性再進行此方法。

### 懷孕測試
大羊駝在交配後2-3星期、6星期及最少12星期可以進行懷孕測試。
1. 吐口水：將懷疑有孕的雌性大羊駝帶到雄性處。若雌性未有懷孕，她會在短時間內躺下準備交配。但若她已懷孕，她會站著不動，吐口水，甚至攻擊雄性。不過有時雌性可能體內激素的問題而拒絕與雄性交配。
2. 黃體素：從雌性大羊駝抽取血板進行黃體素測試，高度的黃體素顯示已懷孕。不過若雌性出現激素問題，體內亦會出現高黃體素的情況。
3. 觸診：直接從雌性的身體內測試她是否已懷孕，這可能會對雌性大羊駝有些風險，但卻也是準確的方法。
4. 超聲波：是最準確的方法，最早可以於45日就能測試出是否懷孕。這個方法亦同時可以知道胎兒的年齡及狀況。

## 攝食
大羊駝吃多種類的食物，養殖者可以選擇多種類的農作物作為大羊駝的飼料。選擇飼料的主要考慮因素包括成本、所需的均衡營養及能量密度。幼大羊駝在成長時較成年的需要較大營養濃度，這是因為牠們的消化道還很幼小。
| 體重 （磅） | 雜草     | 雜草       | 紫花苜蓿 | 紫花苜蓿   | 玉米飼料 | 玉米飼料   |
| 體重 （磅） | （實餵） | （乾物質） | （實餵） | （乾物質） | （實餵） | （乾物質） |
| ----------- | -------- | ---------- | -------- | ---------- | -------- | ---------- |
| 22          | 0.8      | 0.7        | 0.5      | 0.5        | 1.5      | 0.4        |
| 44          | 1.3      | 1.1        | 0.9      | 0.8        | 2.6      | 0.7        |
| 88          | 2.1      | 1.9        | 1.5      | 1.3        | 4.3      | 1.2        |
| 110         | 2.6      | 2.3        | 1.7      | 1.6        | 5.2      | 1.4        |
| 165         | 3.4      | 3.1        | 2.3      | 2.1        | 6.9      | 1.9        |
| 275         | 5.0      | 4.5        | 3.4      | 3.1        | 10.1     | 2.8        |
| 385         | 6.4      | 5.7        | 4.3      | 3.9        | 12.9     | 3.6        |
| 495         | 7.8      | 7.0        | 5.3      | 4.8        | 15.8     | 4.4        |
| 550         | 8.5      | 7.6        | 5.7      | 5.2        | 17.0     | 4.8        |

## 行為

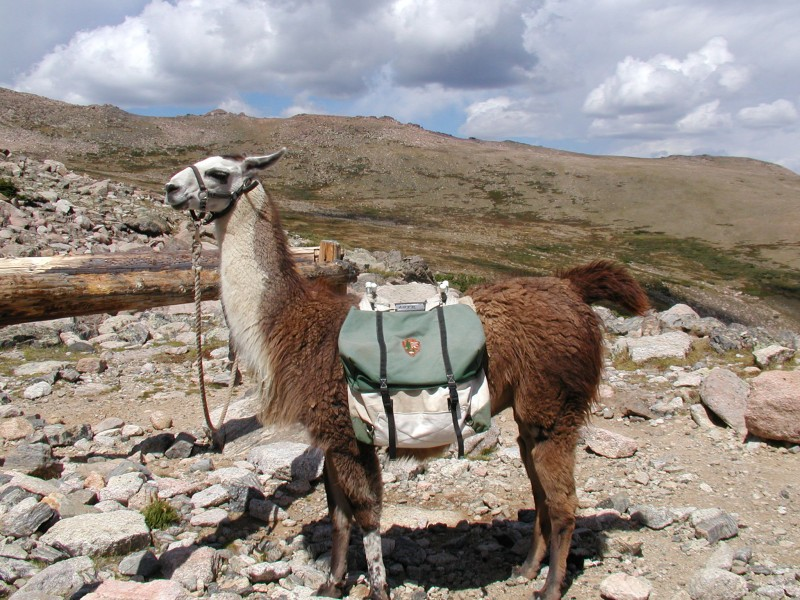
在洛磯山國家公園的大羊駝。

大羊駝是群居的動物，在斷奶後被訓練使用絞索及領路，非常的友善。牠們極度好奇，很樂意接觸人類。但是，年幼時經人工餵哺、過度群居或控制的大羊駝，在成長後會很難控制，牠們會將人類當為其他的大羊駝，對他們吐口水、腳踢及用頸來摔跤。所以要減少或甚至停止對幼大羊駝的人工餵哺。
正確蓄養大羊駝就很少會出現吐口水的情況。牠們是群族的動物，有時仍會互相吐口水，來教訓低階的大羊駝。大羊駝的社會地位是不斷變更的，可能只是一次小小的打鬥，就可以得到很高或跌至很低的地位。牠們的打鬥方式包括吐口水、用胸部互相推撞、用頸來摔跤及互踢，目的是令對方跌倒。雌性一般只會以吐口水來控制其群族成員。
雖然社會地位不斷改變，但牠們仍會彼此照顧。如果其中一頭發覺有奇怪的聲響或感到威脅，牠們向其他群族成員發出警號。牠們之間會互哼作為溝通方式。
大羊駝發出哼聲就表示感到驚恐或憤怒。大羊駝被騷擾時，牠會將雙耳放向後。若大羊駝刺激得利害，牠會從胃部的較後位置吐出來液體。
雄性大羊駝在交配時會發出聲響。這種聲音像漱口聲，但更為有力。雄性在高潮時會開始發出此聲響，並在整個過程中一直維持，時間約為15分鐘至多於1小時。
食草

大羊駝有大的上牙，可以用來打鬥及咬對方的睪丸。

## 歷史
在西班牙人征服印加帝國前，大羊駝的主要用途是将礦石從高山上運送下來。當時最多就起用超過30萬頭大羊駝來運送波托西的礦產，但在引入馬、騾及驢後，大羊駝的重要性就大大減低了。
莫希人經常將大羊駝及其部份作為重要人物的陪葬物或祭品。在秘魯的前哥倫布時期，莫希文化在陶瓷上將大羊駝寫實地展現出來。

## 大羊駝纖維
大羊駝的短毛纖細，可以用來製作手巾及紡織品。較粗的外針毛則用作毯子、掛牆布飾及編織繩。其纖維有很多不同的顏色，如白色、灰色、褐紅色、褐色、深褐色及黑色。大羊駝的纖維並非羊毛，它們空心及以一些斜角結構支撐，使它堅韌、輕及保暖。

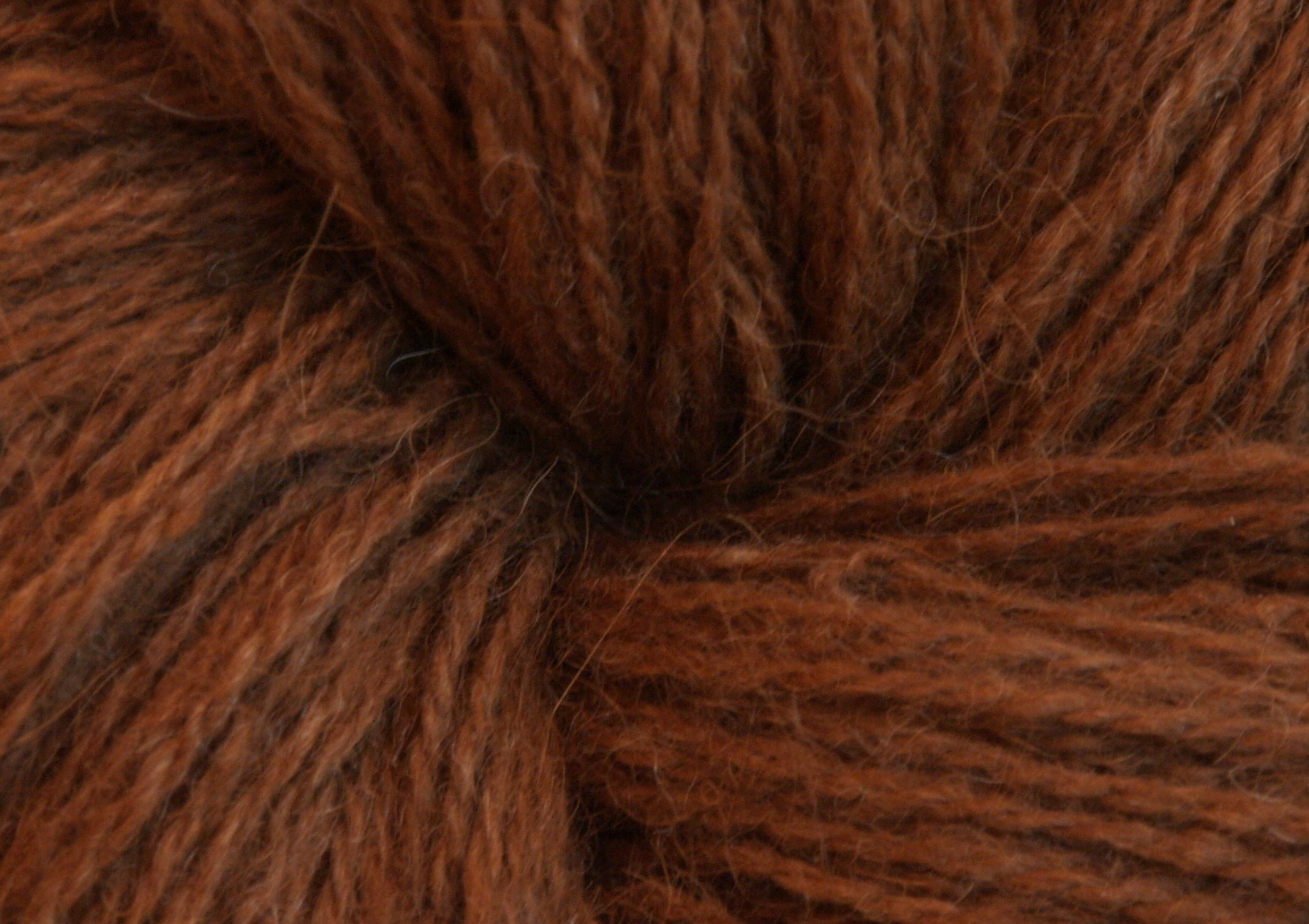
從巴塔哥尼亞得來的大羊駝紡布。

| 動物             | 纖維直徑 （微米） |
| ---------------- | ----------------- |
| 小羊駝           | 6 – 10            |
| 羊駝（蘇瑞）     | 10 - 15           |
| 麝牛             | 11 - 13           |
| 美利諾羊         | 12 - 20           |
| 安哥拉長毛兔     | 13                |
| 茄士咩           | 15 - 19           |
| 氂牛             | 15 - 19           |
| 駱駝             | 16 - 25           |
| 原駝             | 16 - 18           |
| 大羊駝（塔巴達） | 20 - 30           |
| 毛絲鼠           | 21                |
| 馬海毛           | 25 - 45           |
| 羊駝（胡阿基亞） | 27.7              |
| 大羊駝（Ccara）  | 30 - 40           |

## 農場守衛功能
大羊駝由於具有警戒心以及一定的防衛能力，且對郊狼和狗具有天生的攻擊性，因此在美國等地方的農場會將大羊駝與羊群混養，利用大羊駝來保護羊群免受郊狼、狐狸、野狗等犬科掠食者的騷擾及掠食。大羊駝面對入侵動物典型的反应和保护行為包括：
1. 发出警报声，引起羊群和看守人的注意
2. 走向或跑向捕食者
3. 用爪子拍打捕食者或是踢擊捕食者
4. 將羊群驅離捕食者
5. 把自己置于羊群和捕食者之间

1990年期间，爱荷华州立大学的研究调查了145个農場主，主要分布於蒙大拿州、怀俄明州、科罗拉多州、加利福尼亚州和俄勒冈州，以确定大羊駝对减少羊群被郊狼捕食的有效性。根據農場主的报告顯示在獲得大羊駝前，每年平均损失21%的母羊和羔羊，利用大羊駝守衛後降至7%。其中87个農場主报告顯示平均每年可為農場节省1,253美元。且約有80%的農場主將大羊駝守衛羊群的效果評为有效或非常有效。且進一步統計也發現在300英亩以下且有围栏的牧場中，大羊駝具有比狗、驢子更好的守衛牲畜效果。
整體而言，大羊駝作為農場守衛具有以下優點：
1. 可與與羊群共同進食，無須另外準備食物
2. 有約10-15年的使用期
3. 平均年花費較守衛犬低
4. 容易訓練

### 引用
1. ↑  . 联合国粮食及农业组织.
2. ↑  中国科学报社. . 科学网.
3. ↑  . Merriam-Webster.
4. ↑  . 中国科学院动物研究所.
5. ↑  . Inca culture. 2006-10-10  [2008-01-14]. （原始内容存档于2006-09-07）.
6. ↑  Jean Larson; Judith Ho. . 2007-06-25  [2008-01-14]. （原始内容存档于2014-05-02）.
7. 1 2  Oklahoma State University. . 2007-06-25  [2008-01-14]. （原始内容存档于2011-07-07）.
8. ↑  South Central Llama Association. . 2007-06-25  [2008-01-14]. （原始内容存档于2011-11-07）.
9. ↑  Greta Stamberg and Derek Wilson. . Llamapaedia. 2007-04-12  [2008-01-14]. （原始内容存档于2007-04-12）.
10. ↑  L. W. Johnson. . College of Veterinary Medicine and Biomedical Sciences, Colorado State University, Fort Collins. National Library of Medicine and the National Institutes of Health. 2007-04-17.
11. ↑  . LlamaWeb. 2007-04-17  [2008-01-14]. （原始内容存档于2007-03-03）.
12. ↑  Randy Sell. . Department of Agricultural Economics, North Dakota State University. 2007-04-17  [2008-01-14]. （原始内容存档于2008-01-25）.
13. ↑  Murray E. Fowler, DVM. . Iowa State University Press. 1989.
14. ↑  Greta Stamberg and Derek Wilson. . Llamapedia. 1997-09-02  [2008-01-14]. （原始内容存档于2006-10-15）.
15. ↑  Jared Diamond. . PBS. 2007-04-12  [2008-01-14]. （原始内容存档于2007-12-30）.
16. ↑  Jared Diamond. . PBS. 2007-04-12  [2008-01-14]. （原始内容存档于2008-02-12）.
17. ↑  Berrin, Katherine & Larco Museum. . New York: Thames and Hudson. 1997.
18. ↑  Beula Williams. . International Llama Association. 2007-04-17  [2008-01-14]. （原始内容存档于2018-11-06）.
19. 1 2 3 4  Powell, Kelly Johnson. . Iowa State University.
20. ↑  Frank), Andelt, William F. (William. . Colorado State University Cooperative Extension. 1995. OCLC 755828259.
21. ↑  L., Franklin, William. . Iowa State University, University Extension. 1994. OCLC 60705100.

## 相關
- 羊駝

## 外部連結
- Queso Cabeza Farm Llama Info - Llama information page. Commercial site but information is comprehensive and useful
- Llamas: From the Andes to the Rockies - Llama information page.
- .   [2008-01-14]. （原始内容 (AIFF)存档于2007-10-30）.